# Erik Best
Erik Stallings Best (* 11. října 1962, Severní Karolína, USA) je český novinář a vydavatel amerického původu. V českém prostředí je známý jako komentátor. Vydává vlastní bulletiny Fleet Sheet a Final Word v angličtině, druhý jmenovaný i v české mutaci.

## Život
Erik Best se narodil 11. října 1962 v Severní Karolíně na východě Spojených států amerických. Prakticky celé dětství však prožil v Montaně, na severozápadě USA, kam se jeho rodiče přestěhovali krátce po jeho narození.
V roce 1985 absolvoval s bakalářským titulem z východoevropských studií na Georgetown University School of Foreign Service. Během tohoto studia se zaměřoval na ruský jazyk, v čemž pokračoval i na Middlebury College ve Vermontu, kde získal magisterský titul. V rámci vzdělávání na této univerzitě dvakrát studijně pobýval letech 1983 a 1984 v Moskvě.
V dalších letech studoval ekonomii[zdroj⁠?!] na University of North Carolina. Titul MBA zde získal v roce 1987.
Erik Best se v Česku oženil. Jeho manželka Dita je českého původu. Společně vychovávají čtyři děti.

## Podnikání
V Praze podle vlastních slov žije od února roku 1991. Přesně rok poté zde začal pro místní anglicky hovořící komunitu vydávat denní zpravodaj Fleet Sheet, stručný přehled vybraných zpráv z českého tisku. Původně předpokládal, že většina cizinců Prahu ještě před rokem 2000 opustí, takže jeho vydavatelské vize neměly horizont delší než šest let. K žádnému velkému odchodu cizinců z České republiky však nedošlo a Fleet Sheet navíc postupně přilákal i české předplatitele. Náklad bulletinu se proto zvětšil a vychází doposud.
Své počáteční tuzemské podnikatelské aktivity zahájil Erik Best na jaře 1992 jako živnostník. Na podzim 1994 založil společnost The Bohemia Daily Standard, jejímž je jednatelem a spolumajitelem. V roce 2000 založil se svojí manželkou Ditou Bestovou nakladatelství E. S. Best, které je oficiálním vydavatelem obou zpravodajů.

## Publikační aktivity
S rozvojem internetu Erik Best začátkem nového tisíciletí rozšířil své publikační aktivity a od roku 2001 vydává ještě elektronický Final Word. Od roku 2010 existuje i jeho česká mutace. Final Word je krátký a originální denní komentář připravený týmem Erika Besta, věnovaný významným ekonomickým a politickým tématům posledních dnů.
Právě díky svému elektronickému bulletinu Final Word vstoupil Erik Best do širšího povědomí české veřejnosti a začal být zván do českých rozhlasových a televizních pořadů. V letech 2011–2013 publikoval své postřehy také na blogu Aktuálně.cz. Zasedl ve správní radě české pobočky společnosti Transparency International.
Počátkem roku 2013 dostal Best během prvního kola prezidentské kampaně za úkol od FTV Prima, jež přenášela duel s kandidáty, vyzkoušet během přímého přenosu kandidáty Miloše Zemana a Jana Fischera ze znalostí angličtiny a ruštiny.

## Ocenění
Dne 28. října 2018 udělil prezident České republiky Miloš Zeman Eriku Bestovi za zásluhy o stát Medaili Za zásluhy I. stupně.

## Kritika
V souvislosti s vyznamenáním od prezidenta Zemana spekulovala internetová média, že důvodem k ocenění mohly být Bestovy kritické komentáře ke kauze společnosti OKD, k prodeji 45 000 původně podnikových bytů a vůči osobě miliardáře Zdeňka Bakaly, v souladu s postojem prezidentovým. Nejpozději od roku 2013 vystupoval rovněž velmi kriticky vůči České televizi. Bestovu nezaujatost a profesní schopnosti se poté pokusila zpochybnit hlavní editorka serveru Forum24. Zdeněk Šarapatka, taktéž spolupracovník internetového Fora 24 a člen Rady České televize, mu vytkl „zjevnou zálibu v Kremlu a systematický mediální lynč Zemanových nepřátel“. Již v červnu 2016 vyslovili podivení nad účastí Erika Besta v médiích Vědomí a AC24 autoři analytického textu z týdeníku Respekt, jehož majitelem je Zdeněk Bakala. Spolupráci s AC24 Bestovi již v říjnu 2015 vyčetl i publicista Daniel Dočekal. Best později uvedl, že web AC24 jeho texty v minulosti přebíral bez jeho vědomí.